# Zlatni globus za najboljeg glumca – drama
Zlatni globus za najboljeg glumca - drama koji dodjeljuje organizacija Hollywood Foreign Press prvi je put kao posebna kategorija dodijeljen 1951. Prije toga je postojala jedinstvena nagrada za "najboljeg glumca na filmu", ali je ona podijeljena pa je tako nastao Zlatni globus za najboljeg glumca – komedija ili mjuzikl.

## Pobjednici i nominirani

### 1940-e
| Godina | Dobitnik film                           | Nominirani                     |
| ------ | --------------------------------------- | ------------------------------ |
| 1943.  | Paul Lukas – Straža na Rajni            |                                |
| 1944.  | Alexander Knox – Wilson                 |                                |
| 1945.  | Ray Milland – Izgubljeni vikend         |                                |
| 1946.  | Gregory Peck – Proljeće života          |                                |
| 1947.  | Ronald Colman – Dvostruki život         |                                |
| 1948.  | Laurence Olivier – Hamlet               |                                |
| 1949.  | Broderick Crawford – Svi kraljevi ljudi | Richard Todd – The Hasty Heart |

### 1950-e
| Godina | Dobitnik film                         | Nominirani |
| ------ | ------------------------------------- | --- |
| 1950.  | José Ferrer – Cyrano de Bergerac      | Louis Calhern – Veličanstveni Jenki James Stewart – Harvey                                                                        |
| 1951.  | Fredric March – Smrt trgovca          | Kirk Douglas – Detektivska priča Arthur Kennedy – Bright Victory                                                                  |
| 1952.  | Gary Cooper – Točno u podne           | Charles Boyer – Vrijeme sreće Ray Milland – Lopov                                                                                 |
| 1953.  | Spencer Tracy – Glumica               | |
| 1954.  | Marlon Brando – Na dokovima New Yorka | |
| 1955.  | Ernest Borgnine – Marty               | |
| 1956.  | Kirk Douglas – Žudnja za životom      | Gary Cooper – Prijateljsko uvjeravanje Charlton Heston – Deset zapovijedi Burt Lancaster – Čudotvorac Karl Malden – Baby Doll     |
| 1957.  | Alec Guinness – Most na rijeci Kwai   | Marlon Brando – Sayonara Henry Fonda – 12 gnjevnih ljudi Anthony Franciosa – Šešir pun kiše Charles Laughton – Svjedok optužbe    |
| 1958.  | David Niven – Odvojeni stolovi        | Tony Curtis – Bijeg u lancima Robert Donat – Svratište šeste sreće Sidney Poitier – Bijeg u lancima Spencer Tracy – Starac i more |
| 1959.  | Anthony Franciosa – Karijera          | Richard Burton – Look Back In Anger Charlton Heston – Ben-Hur Fredric March – Usred noći Joseph Schildkraut – Dnevnik Anne Frank  |

### 1960-e
| Godina | Dobitnik film                           | Nominirani |
| ------ | --------------------------------------- | --- |
| 1960.  | Burt Lancaster – Elmer Gantry           | Trevor Howard – Sinovi i ljubavnici Laurence Olivier – Spartak Dean Stockwell – Sinovi i ljubavnici Spencer Tracy – Naslijedi vjetar |
| 1961.  | Maximilian Schell – Suđenje u Nürnbergu | Warren Beatty – Sjaj u travi Maurice Chevalier – Fanny Paul Newman – Hazarder Sidney Poitier – A Raisin In the Sun |
| 1962.  | Gregory Peck – Ubiti pticu rugalicu     | Bobby Darin – Pressure Point Jackie Gleason – Gigot Laurence Harvey – Čudesni svijet braće Grimm Burt Lancaster – Ptičar iz Alcatraza Jack Lemmon – Dani vina i ruža James Mason – Lolita Paul Newman – Slatka ptica mladosti Peter O'Toole – Lawrence od Arabije Anthony Quinn – Lawrence od Arabije |
| 1963.  | Sidney Poitier – Ljiljani u polju       | Marlon Brando – Ružni Amerikanac Stathis Giallelis – Amerika, Amerika Rex Harrison – Kleopatra Steve McQueen – Love With the Proper Stranger Pul Newman – Hud Gregory Peck – Captain Newman, M.D. Tom Tyron – Kardinal                                                                                |
| 1964.  | Peter O'Toole – Becket                  | Richard Burton – Becket Anthony Franciosa – Rio Conchos Fredric March – Sedam dana u svibnju Anthony Quinn – Grk Zorba |
| 1965.  | Omar Sharif – Doktor Živago             | Rex Harrison – Agonija i ekstaza Sidney Poitier – A Patch of Blue Rod Steiger – Pawnbroker Oskar Werner – Brod luđaka |
| 1966.  | Paul Scofield – Čovjek za sva vremena   | Richard Burton – Tko se boji Virginije Woolf? Michael Caine – Alfie Steve McQueen – Misija u Kini Max von Sydow – Havaji |
| 1967.  | Rod Steiger – U vrelini noći            | Alan Bates – Što dalje od bijesne rulje Warren Beatty – Bonnie i Clyde Paul Newman – Hladnokrvni kažnjenik Sidney Poitier – U vrelini noći Spencer Tracy – Pogodi tko dolazi na večeru |
| 1968.  | Peter O'Toole – Zima jednog lava        | Alan Arkin – Srce je usamljeni lovac Alan Bates – The Fixer Tony Curtis – Bostonski davitelj Cliff Robertson – Charly |
| 1969.  | John Wayne – Čovjek zvan hrabrost       | Alan Arkin – Popi Richard Burton – Anne od tisuću dana Dustin Hoffman – Ponoćni kauboj Jon Voight – Ponoćni kauboj |

### 1970-e
| Godina | Dobitnik film                                  | Nominirani |
| ------ | ---------------------------------------------- | --- |
| 1970.  | George C. Scott – Patton                       | Melvyn Douglas – Nikad nisam pjevao svom ocu James Earl Jones – Velika bijela nada Jack Nicholson – Pet lakih komada Ryan O'Neal – Ljubavna priča |
| 1971.  | Gene Hackman – Francuska veza                  | Peter Finch – Nedjelja, krvava nedjelja Malcolm McDowell – Paklena naranča Jack Nicholson – Carnal Knowledge George C. Scott – Bolnica            |
| 1972.  | Marlon Brando – Kum                            | Michael Caine – Njuškalo Laurence Olivier – Njuškalo Al Pacino – Kum Jon Voight – Oslobađanje                                                     |
| 1973.  | Al Pacino – Serpico                            | Robert Blake – Electra Glide In Blue Jack Lemmon – Spasite tigra Steve McQueen – Papillon Jack Nicholson – Posljednji zadatak                     |
| 1974.  | Jack Nicholson – Kineska četvrt                | James Caan – Kockar Gene Hackman – Prisluškivanje Dustin Hoffman – Lenny Al Pacino – Kum II                                                       |
| 1975.  | Jack Nicholson – Let iznad kukavičjeg gnijezda | Gene Hackman – Francuska veza 2 Al Pacino – Pasje poslijepodne Maximilian Schell – The Man In the Glass Booth James Whitmore – Pokaži im, Harry!  |
| 1976.  | Peter Finch – TV mreža                         | David Carradine – Vlakom prema slavi Robert De Niro – Taksist Dustin Hoffman – Maratonac Sylvester Stallone – Rocky                               |
| 1977.  | Richard Burton – Equus                         | Marcello Mastroianni – Poseban dan Al Pacino – Bobby Deerfield Gregory Peck – MacArthur Henry Winkler – Heroji                                    |
| 1978.  | Jon Voight – Povratak veterana                 | Brad Davis – Ponoćni ekspres Robert De Niro – Lovac na jelene Anthony Hopkins – Čarolija Gregory Peck – Momci iz Brazila                          |
| 1979.  | Dustin Hoffman – Kramer protiv Kramera         | Jack Lemmon – Kineski sindrom Al Pacino – ...I pravda za sve Jon Voight – Prvak James Woods – Polje luka                                          |

### 1980-e
| Godina | Dobitnik film                               | Nominirani |
| ------ | ------------------------------------------- | --- |
| 1980.  | Robert De Niro – Razjareni bik              | John Hurt – Čovjek-slon Jack Lemmon – Posveta Peter O'Toole – Kaskader Donald Sutherland – Obični ljudi                                                                  |
| 1981.  | Henry Fonda – Ljetnikovac na Zlatnom jezeru | Warren Beatty – Crveni Timothy Hutton – Taps Burt Lancaster – Atlantic City Treat Williams – Vladar grada                                                                |
| 1982.  | Ben Kingsley – Gandhi                       | Albert Finney – Shoot the Moon Richard Gere – Časnik i gospodin Jack Lemmon – Nestao Paul Newman – Presuda                                                               |
| 1983.  | Robert Duvall – Nježno milosrđe             | Tom Conti – Reuben, Reuben Tom Courtenay – Garderobijer Richard Farnsworth – Siva lisica Albert Finney – Garderobijer Al Pacino - Lice s ožiljkom Eric Roberts – Star 80 |
| 1984.  | F. Murray Abraham – Amadeus                 | Jeff Bridges – Vampiri Albert Finney – Pod vulkanom Tom Hulce – Amadeus Sam Waterston – Polja smrti                                                                      |
| 1985.  | Jon Voight – Pomahnitali vlak               | Harrison Ford – Svjedok Gene Hackman – Dvaput u životu William Hurt – Poljubac žene pauka Raul Julia – Poljubac žene pauka                                               |
| 1986.  | Bob Hoskins – Mona Lisa                     | Harrison Ford – Obala komaraca Dexter Gordon – Oko ponoći William Hurt – Djeca manjeg boga Jeremy Irons – Misija Paul Newman – Boja novca                                |
| 1987.  | Michael Douglas – Wall Street               | John Lone – Posljednji kineski car Jack Nicholson – Ironweed Nick Nolte – Weeds Denzel Washington – Krik za slobodom                                                     |
| 1988.  | Dustin Hoffman – Kišni čovjek               | Gene Hackman – Mississippi u plamenu Tom Hulce – Dominick i Eugene Edward James Olmos – Stoj i dostavi Forest Whitaker – Bird                                            |
| 1989.  | Tom Cruise – Rođen 4. srpnja                | Daniel Day-Lewis – Moje lijevo stopalo Jack Lemmon – Tata Al Pacino – More ljubavi Robin Williams – Društvo mrtvih pjesnika                                              |

### 1990-e
| Godina | Dobitnik film                        | Nominirani |
| ------ | ------------------------------------ | --- |
| 1990.  | Jeremy Irons – Žrtve bogatstva       | Kevin Costner – Ples s vukovima Richard Harris – Polje Al Pacino – Kum III Robin Williams – Buđenja                                      |
| 1991.  | Nick Nolte – Gospodar plime          | Warren Beatty – Bugsy Kevin Costner – JFK Robert De Niro – Rt straha Anthony Hopkins – Kad jaganjci utihnu                               |
| 1992.  | Al Pacino – Miris žene               | Tom Cruise – Malo dobrih ljudi Robert Downey Jr. – Chaplin Jack Nicholson – Hoffa Denzel Washington – Malcolm X                          |
| 1993.  | Tom Hanks – Philadelphia             | Daniel Day-Lewis – U ime oca Harrison Ford – Bjegunac Anthony Hopkins – Na kraju dana Liam Neeson – Schindlerova lista                   |
| 1994.  | Tom Hanks – Forrest Gump             | Morgan Freeman – Iskupljenje u Shawshanku Paul Newman – Ničija budala Brad Pitt – Legenda o jeseni John Travolta – Pakleni šund          |
| 1995.  | Nicolas Cage – Napuštajući Las Vegas | Richard Dreyfuss – Opus gospodina Hollanda Anthony Hopkins – Nixon Ian McKellen – Richard III. Sean Penn – Odlazak u smrt                |
| 1996.  | Geoffrey Rush – Sjaj                 | Ralph Fiennes – Engleski pacijent Mel Gibson – Otkupnina Woody Harrelson – Narod protiv Larryja Flynta Liam Neeson – Michael Collins     |
| 1997.  | Peter Fonda – Uleejevo zlato         | Matt Damon – Dobri Will Hunting Daniel Day-Lewis – Boksač Leonardo DiCaprio – Titanic Djimon Hounsou – Amistad                           |
| 1998.  | Jim Carrey – Trumanov Show           | Stephen Fry – Wilde Tom Hanks – Spašavanje vojnika Ryana Ian McKellen – Bogovi i čudovišta Nick Nolte – Grad zločina                     |
| 1999.  | Denzel Washington – Uragan           | Russell Crowe – Probuđena savjest Matt Damon – Talentirani gospodin Ripley Richard Farnsworth – Prava priča Kevin Spacey – Vrtlog života |

### 2000-e
| Godina | Dobitnik film                              | Nominirani |
| ------ | ------------------------------------------ | --- |
| 2000.  | Tom Hanks – Brodolom života                | Javier Bardem – Prije nego padne noć Russell Crowe – Gladijator Michael Douglas – Zlatni dečki Geoffrey Rush – Otrovno pero Markiza de Sadea       |
| 2001.  | Russell Crowe – Genijalni um               | Will Smith – Ali Kevin Spacey – Vijesti iz dubine Billy Bob Thornton – Čovjek kojeg nije bilo Denzel Washington – Dan obuke                        |
| 2002.  | Jack Nicholson – Gospodin Schmidt          | Adrien Brody – Pijanist Michael Caine – Mirni Amerikanac Daniel Day-Lewia – Bande New Yorka Leonardo DiCaprio – Bande New Yorka                    |
| 2003.  | Sean Penn – Mistična rijeka                | Russell Crowe – Gospodar i ratnik: Daleka strana svijeta Tom Cruise – Posljednji samuraj Ben Kingsley – Kuća pijeska i magle Jude Law – Studengora |
| 2004.  | Leonardo DiCaprio – Avijatičar             | Javier Bardem – Život je more Don Cheadle – Hotel Ruanda Johnny Depp – San za životom J.M. Barrieja Liam Neeson – Kinsey                           |
| 2005.  | Philip Seymour Hoffman – Capote            | Russell Crowe – Cinderella Man Terrence Howard – Gužva i frka Heath Ledger – Planina Brokeback David Strathaim – Laku noć i sretno                 |
| 2006.  | Forest Whitaker – Posljednji kralj Škotske | Leonardo DiCaprio – Krvavi dijamant Leonardo DiCaprio – Pokojni Peter O'Toole – Venera Will Smith – U potrazi za srećom                            |
| 2007.  | Daniel Day-Lewis – Bit će krvi             | George Clooney – Michael Clayton James McAvoy – Okajanje Viggo Mortensen – Ruska obećanja Denzel Washington – Američki gangster                    |
| 2008.  | Mickey Rourke – Hrvač                      | Leonardo DiCaprio – Put oslobođenja Frank Langella – Frost/Nixon Sean Penn – Milk Brad Pitt – Neobična priča o Benjaminu Buttonu                   |
| 2009.  | Jeff Bridges – Crazy Heart                 | George Clooney – Ni na nebu, ni na zemlji Colin Firth – A Single Man Morgan Freeman – Invictus Tobey Maguire – Brothers                            |

### 2010-e
| Godina | Dobitnik film                              | Nominirani |
| ------ | ------------------------------------------ | --- |
| 2010.  | Colin Firth – Kraljev govor                | Jesse Eisenberg – Društvena mreža James Franco – 127 sati Ryan Gosling – Blue Valentine Mark Wahlberg – Boksač                                     |
| 2011.  | George Clooney – Nasljednici               | Leonardo DiCaprio – J. Edgar Michael Fassbender – Sram Ryan Gosling – Martovske ide Brad Pitt – Igra pobjednika                                    |
| 2012.  | Daniel Day-Lewis – Lincoln                 | Richard Gere – Arbitrage John Hawkes – The Sessions Joaquin Phoenix – The Master Denzel Washington – Flight                                        |
| 2013.  | Matthew McConaughey – Poslovni klub Dallas | Chiwetel Ejiofor – 12 godina ropstva Idris Elba – Mandela: Dug put do slobode Tom Hanks – Kapetan Phillips Robert Redford – Sve je izgubljeno      |
| 2014.  | Eddie Redmayne – Teorija svega             | Steve Carell – Lovac na lisice Benedict Cumberbatch – Igra imitacije Jake Gyllenhaal – Noćne kronike David Oyelowo – Selma                         |
| 2015.  | Leonardo DiCaprio – Povratnik              | Bryan Cranston – Trumbo Michael Fassbender – Steve Jobs Eddie Redmayne – Danska djevojka Will Smith – Potres                                       |
| 2016.  | Casey Affleck – Manchester pored mora      | Joel Edgerton – Loving Andrew Garfield – Greben spašenih Viggo Mortensen – Kapetan Fantastic Denzel Washington – Ograde                            |
| 2017.  | Gary Oldman – Najmračniji sat              | Timothée Chalamet – Zovi me svojim imenom Daniel Day-Lewis – Fantomska nit Tom Hanks – Novine Denzel Washington – Roman J. Israel, Esq.            |
| 2018.  | Rami Malek – Bohemian Rhapsody             | Bradley Cooper – Zvijezda je rođena Willem Dafoe – Na vratima vječnosti Lucas Hedges – Izbrisana ličnost John David Washington – Crni član KKKlana |